# Пещера
Вижте пояснителната страница за други значения на Пещера.
Пещерите са естествени подземни кухини, образувани в карстов терен или са изоставени речни легла на подземни реки. Пещерите могат да имат най-разнообразни форми и различни размери. Понякога те са много разклонени, на места се стесняват до съвсем малки процепи или пък се разширяват във вид на огромни зали. Повечето от пещерите имат само един отвор, за разлика от други които имат няколко отвора и много разклонения и представляват истински лабиринти. В отделни пещери ходовете са на два или три етажа, които показват различното положение на някогашните подземни реки. Такава е пещерата при гара Лакатник, над известният карстов извор „Житолюб“.
Поради влажността на повечето от пещерите от многобройните пукнатини по тавана се стича вода, която съдържа кисел калциев карбонат. Той като нетрайно съединение се превръща в калциев карбонат, който се отделя по тавана на пещерите и образува висулки, наречени сталактити, които имат най-различна форма и големина. На пода там където капките вода падат от високо, се образуват стърчила, известни с името сталагмити. При своето нарастване сталактитите и сталагмитите могат да се съединят и да образуват стълбове, наречени сталактони или сталагнати. Често пъти по тавана на пещерата многобройни сталактити образуват т.нар. пещерни драперии. При малко по-особени физикогеографски условия при някои пещери – застояване на студен въздух или силно охлаждане от подземни течения, поради ниската температура се образува ледена облицовка. У нас такава е пещерата Леденика.
Освен карстови пещерите могат да бъдат: абразионни (по морския бряг), ерозионни (по бреговете на реките), дефлационни (в пустините, под въздействието на вятъра), денудационни (под въздействието на земната гравитация), суфозионни (в полярните райони, при замръзване и размразяване на горните скалисти пластове) и др.

## България
В картотеката на Българската федерация по спелеология има карти на около 6000 пещери. За много от тях има уникални легенди.
Има уредени пещери, отворени за туристически посещения. Всички останали пещери се посещават любителски от всеки желаещ и изследват от пещерняци и спелеолози, преминали курсове по обучение към някой от пещерните клубове в страната.
Най-ранните сведения за пещерите в България са намерени в ръкописите на Петър Богдан от 1640 г., които съдържат ценни географски и исторически сведения за България и Влашко. Следващи данни са отбелязани чак през 19 век, където за първи път се публикува туристическо описание на пещера в България. През 1915 г. излиза книгата „Карстови форми в Западна Стара планина“ на географа Жеко Радев. Седем години по-късно в България се започват системните биоспелеоложки проучвания, с които се поставя началото на научните изследвания в пещерите в България.
На 18 март 1929 г. научни работници, учители, туристи и любители на пещерите учредяват Първото българско пещерно дружество. Започва активно сътрудничество на дружеството с БТС и се основават първите пещерни клонове (гр. Дряново). След 9 септември 1944 г. се организират и първите пещерни бригади с подкрепата на БАН. Проучват се едни от най-красивите пещери в България в районите на Лакатник, Карлуково, Златна Панега и Враца. През 1949 г. Българското пещерно дружество преустановява своята дейност по решение на „народната власт“. Продължават научните изследвания в институти на БАН и в Софийския университет.
След възобновяване на дейността на БТС през 1957 г., се заражда идеята към него да се създаде Комитет за пещерен туризъм, който е учреден през следващата година. През 1963 г. е проведена първата национална конференция по спелеология, по време на която Комитетът за пещерен туризъм се преобразува в Републиканска комисия по пещерно дело и пещерен туризъм (РКПДПТ). През 1965 г. учителят от Чепеларе Димитър Райчев организира първата пещерна сбирка, която по-късно, през 1980 г., се разраства в пещерен музей – единствен и до днес на Балканите. През 1972 г. РКПДПТ се преименува на Българска федерация по пещерно дело, а през 1991 г. – на Българска федерация по спелеология, в която членуват над 30 клуба.
От самото начало на съществуването си БФСп работи в няколко основни насоки:
- приобщаване на нови членове чрез провеждане на различни курсове;
- подготовка на инструкторски кадри;
- подготовка на спасители (която води началото през 1974 г., когато е създаден Аварийно-спасителният отряд към Федерацията, от 2013 г.[4]);
- проучване на българските пещери (през 1972 г. е създадена Главната картотека на българските пещери);
- развитие на пещерния туризъм, чрез благоустрояване на пещери (Първата благоустроена пещера е Бачо Киро, гр. Дряново – 1929 г.)
- опазване на пещерите;
- международна дейност (български спелеолози са прониквали в Снежна, Полша, – 640 м, Гуфр Берже, Франция, -1122 м, Сплуга де ла Прета, Италия, -878 м, Пиер сен Мартен, Франция, -1332 м, Жан Бернар, Франция -1358 м, Бу-56, Испания -1408 м, ЕГМА, Турция -1429 м, Крубер-Вороня, Абхазия -2190 м, Сарма, Абхазия -1549, Лукина яма, Хърватска -1421 м, Велебит, Хърватска -1026 м (с най-голям вътрешен чист отвес в света -513 м);

В част от българските пещери са открити много ценни археологически находки.
Известни са 866 вида животни, които обитават българските пещери, като открития в тази посока се случват постоянно. Обитаващите пещери животински видове се наричат троглобионти. От тях в света са установени 121 вида, а в България се срещат 95 от тях. От 37-те вида европейски прилепи в България могат да се видят 32 вида, като всички са защитени от Закона за защита на природата.
Поради липса на норми за културно поведение и регламент за пещерите в България се наблюдава замърсяване от всякакъв вид. Подготвен е Проектозакон за пещерите, разработен от Българската федерация по спелеология и депозиран, но неразгледан от XXXIX народно събрание досега.